# Psidium luridum
Psidium luridum é uma árvore brasileira provavelmente extinta no estado de São Paulo, já que nenhum exemplar é visto há mais de 50 anos.
Nativa do bioma campo, ocorre na Argentina, Brasil e Uruguai.
Há discordância sobre a classsificação desta espécie, alguns autores a denominam Psidium salutare var. mucronatum (Cambess.) Landrum.